# تهاجم شوروی به منچوری

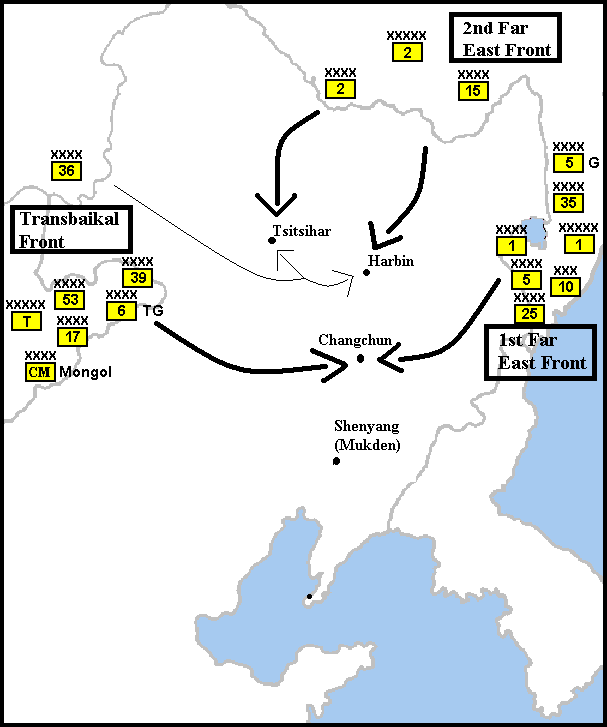
نقشهٔ تهاجم شوروی به منچوری

تهاجم نظامی شوروی به منچوری -یا آنگونه که شوروی‌ها خوانده‌اندش عملیات دفاعی استراتژیک منچوری (به روسی: Манчжурская стратегическая наступательная операция)- حملهٔ نیروهای اتحاد جماهیر شوروی سوسیالیستی به دولت دست‌نشاندهٔ ژاپن مانچوکوئو در منچوری در ۹ اوت ۱۹۴۵ میلادی بود. این تهاجم بزرگ‌ترین درگیری جنگ روسیه-ژاپن در سال ۱۹۴۵ میلادی بود که سبب خصومت امپراتوری ژاپن با شوروی پس از گذشت بیش از چهارسال از آشتی میان این دو کشور بود. شوروی‌ها توانستند بر مغولستان داخلی و شمال شبه‌جزیره کره هم دست‌یابند و ارتش کانتوگون را شکست‌دهند.
این پیروزی و تصرف بخش جنوبی ساخالین به دست شوروی و همچنین تصرف جزایر کوریل و رسیدن به جزیره هوکایدوی ژاپن، ژاپنی‌ها را نسبت به حملهٔ شوروی به سرزمین اصلی ژاپن بیمناک ساخت و این از عوامل اصلی بود که آنان را نسبت به پایان جنگ جهانی دوم و تسلیم متقاعد ساخت.

## پیش‌زمینه
شوروی و امپراتوری ژاپن پس از نبرد خالگین گول در سال ۱۹۳۹، توجه خود را از مرز مشترک در منچوری برداشتند. دو طرف ماه آوریل سال ۱۹۴۱ پیمان آتش‌بسی با یکدیگر بستند که به هر یک نسبت به این قسمت از مرزها تا حدودی اطمینان می‌بخشید. بدین ترتیب شوروی توانست توجه را خود را بر آلمان در اروپا و امپراتوری ژاپن تمرکز خود را بر جنگ در چین، آسیای جنوب شرقی و اقیانوس آرام بگذارد. به هر ترتیب در تمامی طول جنگ جهانی دوم اعتماد مبنای کار هیچ‌کدام از آن‌ها در رابطه با طرف مقابل نبود. هر دو کشور در این مدت مقدار قابل ملاحظه‌ای از نیروهای نظامی خود را در برابر هم به‌صف کرده بود. با این حال، طبیعتاً، بهترین نیروهای آن‌ها قالبا در نقاط درگیری مهم‌تر به‌کار می‌رفتند.

## آماده‌سازی‌ها
اواخر جنگ امپراتوری ژاپن برای جلوگیری از شکست تمام‌عیار، در تلاش بود نبرد اقیانوس آرام را هر چه بیشتر به درازا بکشد تا با وارد آوردن تلفات بیشتر به دشمن، ایالات متحده را وادار به یک پیمان صلح با امتیازاتی برای خود بکند. سران آمریکایی با نگرانی از آثار سیاسی چنین عاقبتی، تصمیم به عمل به تمهیداتی همچون روی آوردن به شوروی برای دریافت پشتیبانی از آن برای شکست امپراتوری ژاپن، گرفتند. از این رو ماه اکتبر سال ۱۹۴۴ فرستاده ایالات متحده راهبرد کشور خود در ارتباط با پایان دادن به کارزار اقیانوس اطلس را با رهبری شوروی در میان گذاشت. در پاسخ، ارتشبد الکسی آنتونوف، رئیس بخش عملیات‌های ستاد کل ارتش سرخ، کلیاتی از طرح استاوکا برای استقرار نیروهای شوروی در شرق دور در آماده‌سازی برای حمله به منچوری و جزایر شمال شرقی ژاپن را مطرح کرد. به هر حال، شوروی بدین منظور خواهان دریافت فهرست بلندی از اقلام کمکی از انواع گوناگون، از جمله کشتی‌های جنگی، از جانب متفقین با تناژی بیش از یک میلیون تن شد که قرار بود مشخصا در جنگ با ژاپن استفاده شود. ایالات متحده که خواهان تضمین مشارکت شوروی بود، تقریباً با همه این درخواست‌ها موافقت کرد. آمریکایی‌ها همچنین داده‌های اطلاعاتی خود از آرایش‌های نظامی ژاپنی در منچوری و کره را نیز در اختیار شوروی قرار دادند.
شوروی اهداف مختلفی را از دخالت در جنگ شرق آسیا دنبال می‌کرد. حاکمیت استالین با این کار می‌توانست نقش یک ابرقدرت را در صحنه جهانی به تمامی ایفا کند. از طرفی شوروی چشم به غنائمی داشت که از این طریق به آن دست می‌یافت و این شامل بازپس‌ستاندن سرزمین‌هایی می‌شد که امپراتوری روسیه در جنگ سال ۱۹۰۵ با ژاپن از دست داده بود. علاوه بر این، استالین با این کار منچوری و قسمت شمالی شبه‌جزیره کره را به زیر چتر نفوذ خود درمی‌آورد.
شوروی در کنفرانس یالتا در ماه نوامبر سال ۱۹۴۵، وعده حمله به ژاپن را برای حدود سه ماه پس از تسلیم آلمان داد. ژاپنی‌ها از طریق اطلاعاتی، از این وعده آگاه شدند و تجمع نیروهای شوروی را هم در مرز منچوری می‌دیدند اما تصور می‌کردند شوروی توانایی عمل به آن را ندارد و ژاپن خواهد توانست برای مدت طولانی در برابر تهاجم پایداری کند. با این حال، شوروی روز ۵ آوریل سال ۱۹۴۵ اخطار پیشین یک ساله لازم را برای لغو پیمان عدم تجاوز بین شوروی و ژاپن در سال ۱۹۴۱، را به اطلاع دولت ژاپن رساند.
بیشتر عوامل ستادی در ژاپن بر این باور بودند که شوروی دست کم تا اواخر ماه سپتامبر سال ۱۹۴۵ آماده تهاجم نخواهد بود. بر این مبنا این فرصت زمانی به نیروهای ژاپنی امکان می‌داد حملات اولیه را دفع کنند. متعاقباً فرا رسیدن فصل بارندگی نبرد اصلی را تا بهار سال به بعد به تعویل می‌انداخت. بدین ترتیب فرماندهی عالی ژاپن آگاه‌سازی‌های لازم برای نیروهای میدانی خود را به موقع انجام نداد.

## نیروها
نود لشکر ارتش سرخ به صورت مخفیانه در محل متمرکز شدند. برخی یگان‌های ارتش سرخ بیشتر تجهیزات خود را در نواخی غربی باقی گذاشتند و صرفاً نفرات خود را در قالب گروه‌های فشرده سربازان راهی شرق کردند تا بعداً با ادوات دریافتی از متفقین تجهیز شوند.
ارتش کوآنتونگ ژاپن در منچوری ماه اوت سال ۱۹۴۵ شامل ۳۱ لشکر پیاده‌نظام و ۱۲ تیپ مستقل بود. جز شش لشکر، مابقی این‌ها بهار و تابستان همان سال با بسیج ناچار افرادی که پیش از این معاف شده بودند یا مناسب تلقی نمی‌شدند، تشکیل شده بودند. این لشکرها به شکل میانگین ۱۲٬۵۰۰ نفر نیرو داشتند که معادل حدود دو سوم از توان سازمانی واقعی آن‌ها بود. ادوات توپخانه و تسلیحات سنگین آن‌ها بسیار پایین‌تر از حد معمول بود. نیمی لشکرهای حفاظتی بودند که در اصل مسئول امور امنیتی پشت خط مقدم بودند و هیچ توان توپخانه و ضدتانک نداشتند.
البته، توان سازمانی لشکرهای تفنگ‌دار ارتش سرخ با ۱۱٬۷۰۰ نفر، در این زمان کمتر از لشکرهای ژاپنی بود. اغلب لشکرهای شوروی همین مقدار نیرو نیز نداشتند و توان آن‌ها معمولاً نصف آن بود. بدین ترتیب نیروهای شوروی در این موقعیت برتری عددی خیلی زیادی نداشتند. نسبت نیروهای ژاپن به شوروی ۱ به ۲٫۲ بود که با احتساب نیروهای دولت دست‌نشانده مانچوکوئو به ۱ به ۱٫۵ می‌رسید. به هر حال برتری اصلی ارتش سرخ در توان زرهی و توپخانه بود.

## شرایط جغرافیایی
ژاپنی‌ها امیدوار بودند با همین نیروها، با بهره‌گیری از شرایط جغرافیایی منچوری هر گونه حمله‌ای را دفع کنند. این منطقه شامل یک دشت میانی بزرگ بود که از سه طرف با رشته کوه‌ها و جنگل، به عنوان موانع طبیعی، محاصره شده بود. اندک گذرگاه‌های کوهستانی هم غالباً مردابی بودند و عمل در فصل بارندگی را دشوار می‌کردند. وسعت زیاد منچوری خود یکی دیگر از عوامل سختی عملیات تهاجمی در آن بود. فاصله منتهی‌الیه شمالی منچوری تا دریای زرد در جنوب آن به ۱٬۵۰۰ کیلومتر می‌رسید. انتظار می‌رفت شرایط جغرافیایی مزیت ارتش سرخ در برتری در زمینه تجهیزات را خنثی کند.

## طرح‌ریزی
شوروی
طرح‌ریزی ارتش سرخ تحت نظارت سرلشکر فیودور شِوْچِنکو، رئیس ستاد جبهه شرق دور شوروی و ارتشبد آنتونوف، از اواخر ماه سپتامبر سال ۱۹۴۴ صورت گرفت. طرح نهایی نیروهای شوروی به سه قسمت تقسیم کرد. جبهه فرا بایکال تحت فرماندهی مارشال رودیون مالینووسکی در غرب، جبهه دوم شرق دور به فرماندهی ارتشبد ماکسیم پورکایف در شمال و جبهه یکم شرق دور به فرماندهی مارشال کسریل مرتسکوف در شرق منچوری بودند. مارشال الکساندر واسیلوسکی، به عنوان فرمانده کل صحنه شرق دور، هدایت کلی عملیات را بر عهده داشت. این برای نخستین بار در جنگ بود که یک نفر در شوروی فرماندهی تمامی یک صحنه جغرافیایی را در دست می‌گرفت.
استاوکا آغاز حمله را برای میانه ماه اوت سال ۱۹۴۵ برنامه‌ریزی کرد. مارشال الکساندر واسیلوسکی، فرمانده جبهه شرق دور شوروی در تلاش بود تهاجم از اوایل ماه اوت آغاز شود تا بهره بیشتری از آب‌وهوایی خوب برده شود. حمله اتمی ایالات متحده به ژاپن از خواسته را به ثمر رساند تا استاوکا تهاجم را از روز ۹ اوت آغاز کند؛ درحالی‌که نیروها هنوز به صورت کامل در جای خود مستقر نشده بودند.
تهاجم برای هر سه جبهه شوروی به صورت یک عملیات سراسر در عمق طراحی شد. با توجه به شرایط جغرافیایی منچوری، اجرای چنین شکل از عملیاتی در این موقعیت از منظر تدارکاتی بسیار پر ریسک بود. در مفعوم عملیاتی استاوکا آرایش‌های متحرک ارتش سرخ با هسته‌های پراکنده مقاومت ژاپنی را پشت سر می‌گذاشتند و پیش از آن که مدافعان به خودشان بیایند، پهنه صحرای درونی منچوری را با سرعت هر چه زیاد رد می‌کردند. سازمان‌دهی نظامی شوروی به شکل دقیقی بر پایه ماموریت‌ها تنظیم شده بود. در بسیاری موارد لشکرهای تفنگ‌دار شوروی یک تیپ مستقل تانک، یک هنگ توپ تهاجمی خودکششی و یک یا دو هنگ توپخانه بیشتر در اتصال به خود داشتند. با اتصال یگان‌های زرهی به لشکرهای تفنگ‌دار امکان عمل هر یک از آن‌ها به عملیات در عمق فراهم می‌آمد. در اصل چنین سازماندهی بر پایه تجربیات رزمی پیشین ارتش سرخ بود. استاوکا همچنین از کارزار در منچوری برای آزمایش عنوانی از سازمان‌ها و مفاهیم نظامی خود استفاده کرد که بعدا به مدل استاندارد در ارتش سرخ بدل شدند.
ژاپن
با توجه به غیرقابل تردد بودن اراضی غربی، مدافعان بیشتر نیروهای خود را در طول خطوط آهن در در شرق، شمال و شمال غربی منطقه متمرکز کردند. این قسمت‌ها با استحکامات دفاعی ثابت محافظت می‌شدند. به هر حال ارتش یکم ژاپن تصمیم گرفت بسیاری از یگان‌های خود را پشت خط مرزی مستقر کند تا دفاع در عمق ایجاد شود. ارتش سوم در نواحی غربی منچوری نیروهای خود را در منطقه وسیع‌تری تا مرکز منطقه پخش کرد.
طرح دفاعی ژاپن به دنبال آن بود که با اقدامات تاخیرآفرین مهاجمان را به عمق اراضی بکشد و پس از بیش از حد طولانی شدن خطوط تدارکاتی آن‌ها، منهدم کند. نبرد نهایی در جنوب منچوری در مجاورت مرز کره اتفاق می‌افتاد. ژاپنی‌ها می‌پنداشتند شوروی نخواهد توانست از عملیات‌های مکانیزه نیروهای خود در چنین منطقه دور افتاده‌ای پشتیبانی مؤثری بکند.

## آغاز تهاجم
ارتش ششم تانک محافظ شوروی حرکت خود را از ساعت‌های پیش از سپیده‌دم روز ۹ اوت سال ۱۹۴۵ با عبور از منطقه غیرمسکونی مرزی غرب منچوری آغاز کرد. یگان‌های جلودار این ارتش در طی سه روز ۴۵۰ کیلومتر را پشت سر گذاشتند. مقاومت ضعیفی از طرف ژاپنی‌ها در این قسمت وجود داشت. بیشترین دشواری دربارهٔ شرایط جغرافیایی و سوخت‌رسانی بود. تانک‌های شرمن اهدایی متفقین در سپاه ۹ مکانیزه محافظ شوروی دشواری زیادی در عبور از گذرگاه‌های مردابی کوهستان خینگان داشتند. از این رو سپاه ۵ تانک محافظ با تانک‌های تی-۳۴ و بی‌تی-۷ جای آن را در پیشاپیش پیشروی نهایی ارتش ششم تانک محافظ شوروی گرفت.